# Семёновка (приток Иловли)
Семёновка (Овраг Семеновка, Гренц-Грабен) — река в России, протекает по Красноармейскому району Саратовской области (исток) и Камышинском районе Волгоградской области. Правый приток Иловли, бассейн Дона. Река летом пересыхает.

## География
Семёновка начинается на границе Саратовской и Волгоградской областей, ещё в Саратовской области запружена. Течёт на юго-восток. На двух берегах село Семёновка. Река впадает в Иловлю в 294 км от устья последней, несколько выше хутора Зелёный Гай. Длина реки составляет 22 км, площадь водосборного бассейна — 220 км².

## Данные водного реестра
По данным государственного водного реестра России относится к Донскому бассейновому округу, водохозяйственный участок реки — Иловля, речной подбассейн реки — Дон между впадением Хопра и Северского Донца. Речной бассейн реки — Дон (российская часть бассейна).
Код объекта в государственном водном реестре — 05010300412107000009294.